# Círculo Deportivo y Cultural Tres de Mayo
El Club Balonmano Tres de Mayo Tenerife es un club de balonmano de Santa Cruz de Tenerife, Canarias. Actualmente milita en Primera División Nacional de balonmano. Es la sección de balonmano del Círculo Deportivo y Cultural Tres de Mayo, y fue fundado en 1968.

## Historia
El club fue creado en 1968. Tras unos años marcados por la insularidad y una trayectoria ascendente dentro del panorama nacional será en la década de los ochenta cuando el club vivió sus momentos más álgidos. En la temporada 1981-82 consiguió ascender a la máxima categoría, donde se mantuvo hasta la campaña 1988-89. Sufrió un descenso debido a los problemas económicos que tenía, por lo que tuvo que disputar sus siguientes ejercicios entre categorías provinciales y la Primera Nacional.
Durante su estancia en División de Honor, el club tinerfeño alcanzó un sexto puesto como mejor posición en el ejercicio 1983-84, donde también llega hasta las semifinales de la Copa del Rey. Además, consiguió un octavo puesto en la sesión 1985-86, asó como cinco veces el noveno puesto en las temporadas 1981-82, 1982-83, 1984-85, 1986-87 y 1987-88. Un decimoquinto puesto en la temporada 1988-89 cerro la etapa del club en la máxima categoría.
Tras el descenso, el club no tardó mucho en volver a la categoría; en la campaña 1990-91 alcanzó la permanencia, pero los problemas económicos suponen el final de la presencia del equipo tinerfeño entre la élite del balonmano nacional.
A principios del siglo XXI, el club pasa algunas campañas en División de Honor Plata, aunque el presupuesto era cada vez menor.
En 2010 el club se fusiona con el Balonmano Puerto Cruz San Telmo y crea el Balonmano Tenerife Puerto Cruz.

## Datos del club
- 8 Temporadas en División Honor y 1 en la Liga ASOBAL
- 7 Temporadas en División de Honor Plata
- 7 Temporadas en Primera División Nacional de balonmano